# Британско-турецкие отношения
Британско–турецкие отношения — двусторонние дипломатические отношения между Турцией и Великобританией. Две страны были в состоянии войны несколько раз, например, в Первой мировой войне. В некоторых вооружённых конфликтах государства были союзниками, например, в Крымской войне. Великобритания ныне имеет посольство в Анкаре, а Турция — своё посольство в Лондоне.
Турция и Великобритания поддерживают хорошие двусторонние отношения. Обе страны являются членами Большой двадцатки. Великобритания поддерживает вступление Турции в Европейский Союз.

## История
В 1600 году был создан Англо-марокканский альянс между Англией и вассальными государствами Османской империи Варварийского берега.

### Мандат в Палестине

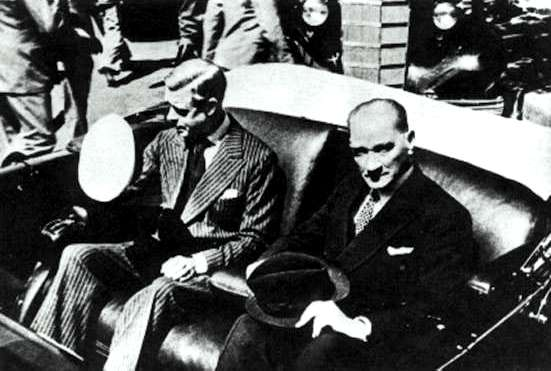
Эдуард VIII с президентом Турции Мустафой Кемалем Ататюрком в Стамбуле, 4 сентября 1936 года.

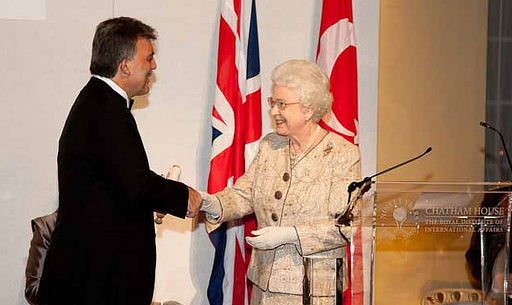
Турецкий президент Абдулла Гюль и королева Елизавета II на мероприятии в Chatham House, ноябрь 2010 года.

Османская империя, частью которой была Палестина, распалась вскоре после Первой мировой войны и была официально распущена в 1923 году согласно Лозаннскому мирному договору. Великобритания заявила о своём намерении поддержать создание еврейской «родины» согласно Декларации Бальфура 1917 года. Британский Верховный Комиссар Египта Артур Генри Макмагон во второй половине 1915 года вёл 
интенсивную переписку с шерифом Мекки Хусейном ибн Али; высказанные в этих письмах обещания были восприняты арабами как официальное соглашение между ними и Великобританией, и привели к восстанию арабов против Оттоманской империи. Британские военные деятели, такие как генерал Алленби или знаменитый Томас Эдвард Лоуренс, внесли существенный вклад в разгром османских войск в 1917 году, в результате которого британские и французские войска оккупировали Синайский полуостров и большую часть Великой Сирии. Эти территории находились в ведении англичан до окончания войны.

## Дипломатические отношения
В 1579 году Елизавета I и Мурад III обменялись письмами о торговле британских купцов в Турции.
Англия являлась одной из первых стран, назначивших посла в Османской Империи. В 1583 году в качестве посла Англии был назначен Уильям Харборн.
В 1793 году первым послом Османской Империи в Англию был назначен Юсиф Ага Эфенди. С этого периода в Лондоне начала действовать турецкая дипломатическая миссия.
В 1914 году в связи с началом Первой мировой войны дипломатические отношения между Турцией и Великобританией прервались. 2 сентября 1924 года вновь созданная Турецкая Республика восстановила дипломатические отношения с Великобританией.
Президент Турции Джевдет Сунай совершил государственный визит в Великобританию в ноябре 1967 года.
Президент Турции Кенан Эврен посетил Соединённое Королевство с государственным визитом в июле 1988 года.
Королева Великобритании Елизавета II посещала Турцию в октябре 1971 года и в мае 2008 года.
Президент Турции Реджеп Тайип Эрдоган посетил с официальным визитом Великобританию 13—15 мая 2018 года.
3—5 декабря 2019 года Эрдоган посетил Великобританию с официальным визитом. Во время визита Эрдоган принял участие в официальном открытии Кембриджской мечети.
Действуют турецкие консульства в Лондоне и Эдинбурге.

## Кипрский конфликт
Великобритания арендовала у Османской империи остров Кипр в 1878 году и официально аннексировала его в качестве своей колонии в 1914 году в самом начале Первой мировой войны. Великобритания сохранила на острове две военные базы под своим суверенитетом после обретения Кипром независимости в 1960 году. В ответ на попытку государственного переворота, организованного военной хунтой Греции с целью объединить остров с материковой Грецией, Турция вторглась на остров в июне 1974 года. В результате, более четверти населения Кипра были изгнаны из оккупированной северной части острова, где греки-киприоты составляли 80% населения. Чуть более года спустя, в 1975 году, около 60 000 турок-киприотов переместились с юга на север из-за конфликта. Турецкое вторжение завершилось разделением Кипре вместе с выделением охраняемой ООН Зелёной линией, разграничивающей греческую и турецкую зоны острова. В 1983 году Турецкая Республика Северного Кипра (ТРСК) провозгласили независимость, хотя Турция является единственной страной, которая признала её. Великобритания является страной, подписавшей договор поручительства, вместе с Грецией и Турцией о независимости и статусе Кипра.

## Экономика
Великобритания — второй по величине импортёр товаров из Турции после Германии. Турция экспортирует около 8% общего объёма товаров в Великобританию. Ежегодно около 2,5 млн британцев проводят отпуск в Турции, в свою очередь 100 000 турок ежегодно посещают Великобританию.
После Брексита, 29 декабря 2020 года Турция подписала с Великобританией соглашение о свободной торговле
Действует двусторонний комитет по экономике и торговле.
Великобритания является третьим по величине инвестором в Турцию после Нидерландов и США. За период с 2002 по 2020 год Великобритания инвестировала 11,7 млрд долларов. В 2020 году объём инвестиций Великобритании составил 496 млн. долл.
Великобритания инвестирует в сферы производства автомобилей, финансы, здравоохранение, энергетику.
За период с 2002 по 2020 год Турция инвестировала в Великобританию 3,1 млрд. долл. В 2020 году размер инвестиций Турции в Великобританию составил 132 млн. долл.
Турецкие компании инвестируют в Великобритании в сферы производства бытовых товаров, пищевую промышленность, текстильную промышленность, производство строительных материалов, туризм, судоходство.

### Товарооборот (млрд. долл)
| Год                  | Товарооборот |
| -------------------- | ------------ |
| 2017                 | 16,2         |
| 2018                 | 18,6         |
| 2019                 | 16,9         |
| 2020                 | 16,8         |
| 2021 (январь-ноябрь) | 17,3         |

## Членство в ЕС
Великобритания была самым решительным сторонником вступления Турции в Европейский Союз. ЕС и Турция связаны между собой соглашением о Таможенном союзе, который вступил в силу 31 декабря 1995 года. Турция стала страной-кандидатом на вступление в Евросоюз с 1999 года. В 2010 году BBC сообщило о недовольстве британского премьер-министра Кэмерона медленным темпом переговоров о вступлении Турции в ЕС. Борис Джонсон, мэр Лондона, традиционно был страстным сторонником европейских устремлений Турции. Но с решением о выходе Великобритании из ЕС позиция Джонсона как и его страны по данному вопросу в целом потеряла свою важность.

## Военное сотрудничество
Во время визита Терезы Мэй в Турцию в январе 2017 года представители британской оборонной компании BAE Systems и турецкой аэрокосмической индустрии (TAI) подписали соглашение на сумму около 100 миллионов фунтов стерлингов в целях помощи в разработке турецкого истребителя пятого поколения TF-X.